# 黄宁生
黄宁生（1962年12月—），男，汉族，河南上蔡人，中华人民共和国地质学家、政治人物，博士生导师，研究员，第十二届全国人民代表大会广东地区代表。曾任广东省人民政府副省长，中共广东省委常委、统战部部长等职务。现任广东省人大常委会副主任、广东省总工会主席。

## 生平
黄宁生毕业于中国地质大学（武汉）古生物学及地层学专业，地层学与古生物学专业博士，中国科学院广州地球化学研究所博士后。1984年7月参加工作，1992年4月加入中国共产党。2013年，担任全国人大代表。
历任广东省科学院（中国科学院广州分院）科研管理处长、副院长、纪检组长等职务。2000年1月，任广东省科学院常务副院长。2012年8月，任广东省科学院院长。2013年9月，任广东省科学技术厅厅长。
2017年7月27日，任广东省人民政府副省长。2019年2月，任中共广东省委常委、统战部部长。
2022年1月，当选为广东省人大常委会副主任。同年5月，卸任中共广东省委常委。
2025年2月，当选广东省总工会主席。